# Дянь Хун Цзінь Луо
Дянь Хун Цзінь Луо (кит.: 滇红金螺) — це різновид червоного чаю, який відомий своїм виразним смаком і ароматом. Цей чай випікається в провінції Юньнань, Китай, і відзначається високою якістю та культурним значенням.

## Походження та історія
Чай Дянь Хун Цзінь Ло виробляється в місті Сімао, Пуер, розташованому на південному заході провінції Юньнань, яка славиться своєю високоякісною чайною продукцією. Назва «Цзінь Ло» означає «Золотий равлик» і походить від форми скрученого чайного листя, яка нагадує скрученого равлика.
Дянь Хун Цзінь Луо Золотий Равлик Король виготовляється з вручну зібраних бруньок сорту Юньнань Да Є Великий Лист (雲南大叶), який також використовується для виготовлення численних пуерів у цьому регіоні. В процесі виробництва листя скручують вручну в невеликі котушки або равлики. Оскільки це чистий бруньковий чай, равлики мають дуже привабливий чистий золотистий колір.

## Смак
Після заварювання чай Дянь Хун Цзінь Луо зустрічає бурштиновим відтінком, який слугує візуальною передмовою до багатого смакового досвіду, що чекає на нас попереду. Перший ковток розкриває складний профіль: гармонійне поєднання солодкого, медового смаку з оксамитовою гладкою текстурою. Насиченість цього чаю збалансована легким фруктовим ароматом, який залишає приємний, тривалий післясмак.
Аромат цього чаю вражає, з нотками меду і нюансами тонкої пряності, що викликає приємні відчуття. Насиченість «Дянь Хун Цзінь Луо» робить його відмінним вибором як для любителів чаю, так і для новачків, які тільки починають своє знайомство зі світом червоного чаю.

## Заварювання
Для приготування чаю рекомендується використовувати м'яку очищену воду, підігріту до температури 95-100 °C. На кожні 250—300 мл об'єму чашки або іншої посудини для заварювання беруть одну чайну ложку сухого чаю (з невеликою гіркою). Залийте чай водою і залиште настоюватися на 3-5 хвилин. Якщо ви хочете пом'якшити терпкість і гірчинку в смаку, рекомендується після закінчення цього часу перелити чай в іншу посудину.